# Lucas Liß
Lucas Liß (ur. 12 stycznia 1992 w Unnie) – niemiecki kolarz torowy i szosowy polskiego pochodzenia, złoty medalista torowych mistrzostw świata i dwukrotny medalista mistrzostw Europy. Syn polskiego kolarza Lucjana Lisa.

## Kariera
Pierwszy sukces w karierze Lucas Liß osiągnął w 2009 roku, kiedy zdobył złoty medal w drużynowym wyścigu na dochodzenie podczas torowych mistrzostw świata juniorów w Moskwie. W tej kategorii wiekowej wywalczył łącznie trzy medale na mistrzostwach świata i dwa medale na mistrzostwach Europy. W 2012 roku zdobył srebrny medal w drużynowym wyścigu na dochodzenie i złoty w omnium podczas mistrzostw Europy w Poniewieżu. Największy sukces osiągnął jednak w 2015 roju, kiedy zwyciężył w scratchu na torowych mistrzostwach świata w Paryżu. W zawodach tych wyprzedził bezpośrednio Hiszpana Alberta Torresa i Bobby'ego Lea z USA. Startuje także w wyścigach szosowych.